# Stockinger
Stockinger is een Oostenrijkse politiedramaserie en bestaat uit 14 afleveringen die voor het eerst werd uitgezonden in 1996 en 1997. De serie is een spin-off van de populaire krimiserie Commissaris Rex en richt zich op het personage Ernst Stockinger. Stockinger (Karl Markovics) verlaat de serie om terug te keren naar Salzburg, waar zijn vrouw een tandartspraktijk heeft geërfd van haar overleden vader. Stockinger wordt benoemd tot inspecteur van een bepaald district.
Stockinger wordt neergezet als een onhandige kluns, die overeenkomsten vertoont met Inspector Clouseau uit de The Pink Panther films.
De serie is later ook in Nederland door RTL 4 uitgezonden.
Adelheid und ihre Mörder ·
Alarm für Cobra 11 - Die Autobahnpolizei ·
Der Alte ·
Bella Block ·
Derrick ·
Das Duo ·
Der Fahnder ·
Ein Fall für zwei ·
Grossstadtrevier ·
Der Kommissar ·
Kommissar Rex ·
Die Kommissarin ·
Polizeiruf 110 ·
Rosa Roth ·
Schimanski ·
Siska ·
SOKO 5113 ·
Stockinger ·
Tatort ·
Ein starkes Team